# Vallsjön, Småland
Vallsjön är en sjö i Sävsjö kommun och Nässjö kommun i Småland och ingår i Emåns huvudavrinningsområde. Sjön är 17 meter djup, har en yta på 6,88 kvadratkilometer och befinner sig 229 meter över havet. Vallsjön ligger i Vallsjön Natura 2000-område. Sjön avvattnas i norr av vattendraget Lillån som rinner en kort sträcka österut till Emån. Vid provfiske har bland annat abborre, gädda, mört och sik fångats i sjön. Vallsjön ligger cirka 4 km öster om Sävsjö, norr om länsväg 127.

## Delavrinningsområde
Vallsjön ingår i det delavrinningsområde (636584-143725) som SMHI kallar för Utloppet av Vallsjön. Medelhöjden är 242 meter över havet och ytan är 25,33 kvadratkilometer. Det finns inga delavrinningsområden uppströms utan avrinningsområdet är högsta punkten. Lillån som avvattnar avrinningsområdet har biflödesordning 4, vilket innebär att vattnet flödar genom totalt 4 vattendrag innan det når havet efter 194 kilometer. Delavrinningsområdet består mestadels av skog (46 %) och jordbruk (16 %). Avrinningsområdet har 6,94 kvadratkilometer vattenytor vilket ger det en sjöprocent på 27,4 %.

## Fisk
Vid provfiske har följande fisk fångats i sjön:
- Abborre
- Gädda
- Mört
- Sik
- Sutare